# Charles Auffret
Pour les articles homonymes, voir Auffret.
Pour l’article ayant un titre homophone, voir Charles Auffray.
Cet article possède un paronyme, voir Charlie Auffray.

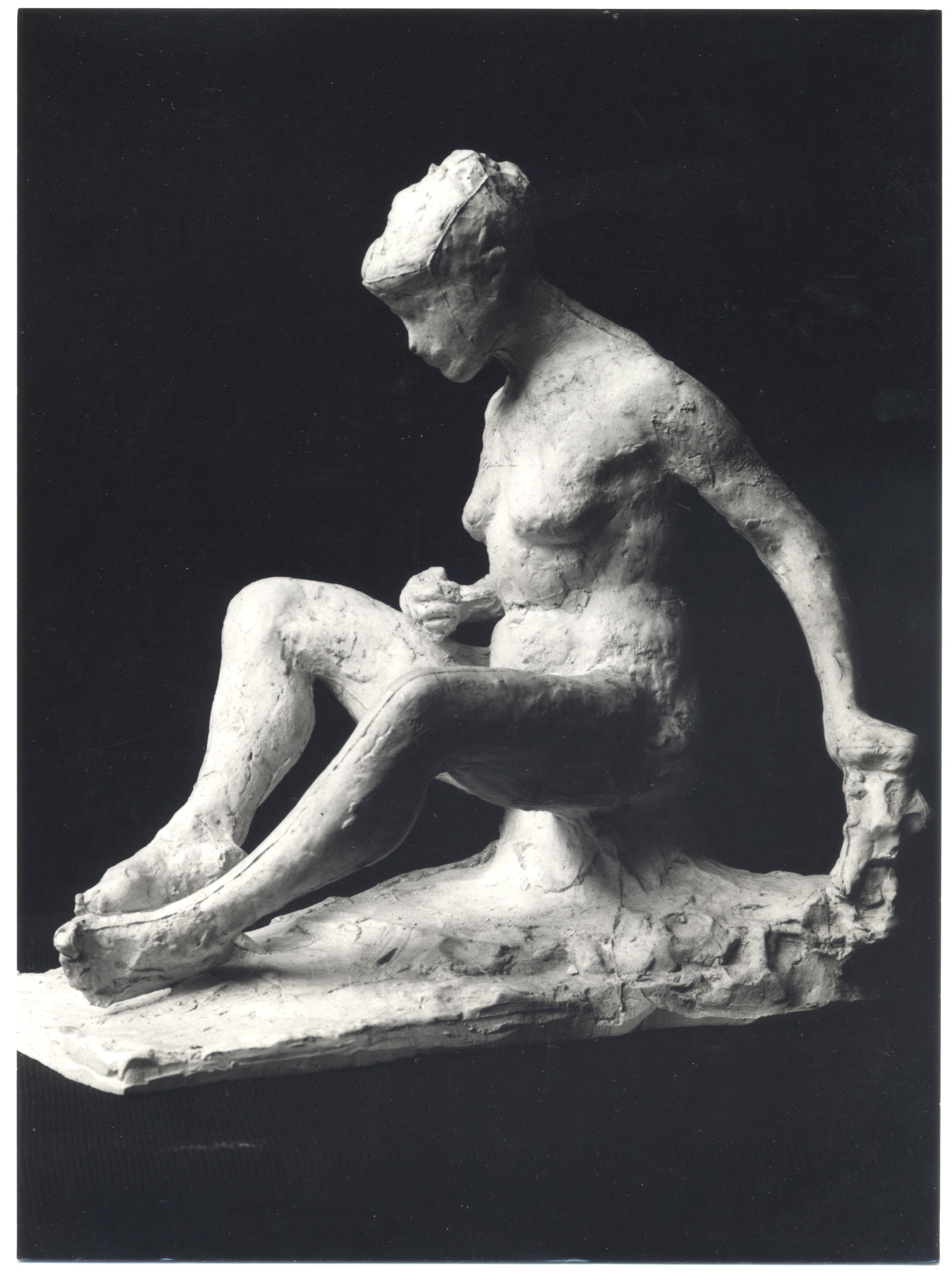
Danièle assise, 1972

Charles Auffret, né le 1er juillet 1929 à Besançon, mort le 24 février 2001 à Clichy, est un sculpteur français. 

## Biographie
Charles Auffret étudie à l’École des beaux-arts de Dijon sous la direction du sculpteur Pierre Honoré (1908-1996) Il s’imprègne de la sculpture bourguignonne qui l’entoure : celle des églises d’Autun, de Cluny ou de Vézelay, ou celle de Claus Sluter, de François Rude et de François Pompon. Il poursuit sa formation à l’École des beaux-arts de Paris, où il suit les cours de l'atelier d'art monumental du sculpteur Alfred Janniot (1889-1969) à partir de 1951, et découvre d’autres artistes, dont les œuvres le touchent profondément : Charles Despiau (1874-1946), Robert Wlérick (1882-1944) et Charles Malfray (1887-1940). Il fréquente le Musée du Louvre où il dessine.
En 1956, il s'installe impasse Ronsin (Paris, XVe arrdt) dans un atelier voisin de celui de Constantin Brancusi pour qui il réalise plusieurs travaux de moulages. Deux ans plus tard, il prend un atelier dans le quartier des Buttes-Chaumont qu’il ne quittera plus. Il reçoit des prix, dont celui du groupe des Neuf en 1964. Ce prix, décerné par neuf sculpteurs (Jean Carton, Raymond Martin, Paul Cornet, Marcel Damboise, Léon Indenbaum, Léopold Kretz, Gunnar Nilsson, Jean Osouf), récompense le travail d’un cadet, en lui offrant un exemplaire en bronze de son œuvre, réalisé par la fonderie Émile Godard. 
Il participe à de très nombreuses expositions en France et à l’étranger. 
En parallèle de son travail personnel, il mène une carrière d'enseignant. En 1958, il enseigne le dessin à l’Académie Malebranche. En 1967, il prend la chaire de dessin et de sculpture à l’École des beaux-arts de Reims, où Léopold Kretz est professeur. En 1991, il est nommé professeur à l’École nationale supérieure des arts décoratifs de Paris. Il y enseigne jusqu'en 2001.
Il crée plusieurs médailles pour la Monnaie de Paris.
Ses œuvres les plus marquantes sont le Buste de Marie-Agnès Barrère, La Bacchante, Femme à la toilette, Couple, Femme s’essuyant un pied, ou encore la grande sculpture de L’Esprit des lois qu’il crée en 1985 pour le Sénat à Paris.
Après sa mort, la galerie Nicolas Plescoff à Paris en 2001, et le musée Mainssieux à Voiron en 2002 lui rendent hommage. Une rétrospective de son œuvre a été organisée à la villa Médicis à Rome au printemps 2007,. Plus récemment, son œuvre a été présenté au musée Despiau-Wlérick à Mont-de-Marsan en 2012,  à la galerie Malaquais à Paris en 2014 et à la Fondation Taylor à Paris en 2019.

## Collections publiques
- Brest, musée des Beaux-Arts, Femme enceinte[8]
- Louviers, musée de Louviers : Médaille commémorative de Durenne
- Mont-de-Marsan, musée Despiau-Wlérick, Danièle assise[9]

- Paris :
  - Fonds national d'art contemporain / CNAP : Danièle, bronze[10].
  - Sénat : L’Esprit des lois, 1985, figure allégorique de la Loi pour l’entrée du Sénat.
- Villeneuve-sur-Lot,  musée de Gajac : Danièle, bronze, hauteur : 40 cm.

## Récompenses
- 1956 : second prix de Rome en sculpture.
- 1964 : prix du groupe des Neuf.
- 1965 : prix international de sculpture de la fondation Paul Ricard.
- 1975 : médaille d'or au Salon des artistes français.
- 1984 : prix Charles Malfray.
- 1986 : prix Georges Baudry.

## Salons
- Paris, Salon des Tuileries.
- Paris, Salon des artistes français.
- Paris, Salon des indépendants.
- Paris, Salon du dessin et de la peinture à l'eau.

## Expositions
- 1964 : Paris, galerie Vendôme.
- 1965 : Paris, galerie Letourneur.
- 1966 : Paris, Bourges et Strasbourg, « Dessins de sculpteurs de Rodin à nos jours ».
- 1968 : Paris, Foyer du Théâtre Montparnasse.
- 1970 : Stockholm, galerie Farg och Form.
- 1970 : Narbonne, « Les grands sculpteurs contemporains ».
- 1972 : Luxembourg, Orangerie.
- 1974 : Atelier de Ville-d’Avray.
- 1979 : exposition monographique « Sculptures et dessins » au musée-château de Blois, Saint-Pierre-le-Puellier, Orléans, Amboise[11].
- 1980 : Paris, galerie de Nevers.
- 1981 : exposition monographique, hôtel d’Hocron à Lille, musée Vendôme, bibliothèque Romorantin.
- 1983 : Paris, Salons de la Rose-Croix.
- 1987 : Rosny sous Bois, Centre Jean Vilar, « Avec Rodin ».
- 1988 : Paris, galerie de la Rose-Croix.
- 1988 : Paris, musée de la Poste, « Message du printemps » organisé par Jean Carton.
- 1993 : Paris, galerie Annick Driguez.
- 2001 : Paris, galerie Nicolas Plescoff.
- 2002 : Voiron, musée Lucien Mainssieux.
- 2003 : Paris, hôtel Salomon de Rothschild, « Dessins et aquarelles ».
- 2004 : Paris, galerie Malaquais, « Les architectes du sensible » et « Le portrait sculpté ».
- 2005 : Paris, galerie Malaquais, « Dessins de sculpteurs ».
- 2007 : Rome, villa Médicis, « Charles Auffret ».
- 2012 : Mont-de-Marsan, musée Despiau-Wlérick, « Charles Auffret (1929-2001), sculpteur et dessinateur ».
- 2014 : Paris, galerie Malaquais.
- 2019 : Paris, Fondation Taylor

## Élèves
- Guillaume Barrera
- Richard Bruyère
- Marie-Christine Cadiau-Richoux
- Mauro Corda
- David Daoud
- Arlette Ginioux
- Edith Lafaye
- Richard Peduzzi